# Aleksandr Skrjabin
Aleksandr Nikolajevitj Skrjabin (ryska: Алекса́ндр Никола́евич Скря́бин), född 6 januari 1872 i Moskva, död 27 april 1915 i Moskva, var en rysk tonsättare och pianist som utvecklade ett mycket lyriskt och känsligt tonspråk. Driven av en poetisk, filosofisk och estetisk vision som gränsade till mysticism anses han vara en av förgrundsgestalterna inom rysk musikalisk symbolism.
Ryssland har en lång historia av nyskapande på den klassiska musikens område. Den första av de stora tonsättarna var Glinka (1804–1857) och med honom de tonsättare som tillhörde den så kallade nyryska skolan. Den nyryska skolan strävade efter att skapa en ny konstmusik i rysk anda. Sedan tsaren Alexander II 1861 upphävt livegenskapen kom en blomstring i kulturlivet och en mängd framstående tonsättare tog plats på scenen. Den främste av dessa var Tjajkovskij, som också snabbt blev internationellt uppmärksammad.
Skrjabin framstår bland efterföljarna som en av de mest nyskapande och kontroversiella. Bolsjaja sovetskaja entsiklopedija (Den stora sovjetiska encyklopedin) skriver om Skrjabin: "Ingen annan tonsättare har fått utstå så mycket hån och fått så mycket kärlek." Lev Tolstoj beskrev en gång Skrjabins musik som "ett genuint uttryck för genialitet".
Hans första pianoverk var starkt influerade av Chopin och Liszt, men snart kom han att gå en helt egen väg. Med sin nyskapande harmonik var han en av de tonsättare som runt sekelskiftet 1900 kom att bryta upp den invanda dur- och molltonaliteten. Skrjabin var högt uppskattad under sin levnad och hans musik har nått förnyad popularitet de senaste decennierna efter att ha lidit av en nedgång i mitten av 1900-talet. Hans popularitet bland pianister har dock alltid varit stor.
Skrjabins musik har framförts av bland andra Sergej Rachmaninov, Vladimir Horowitz, Arthur Rubinstein, Svjatoslav Richter, Vladimir Sofronitskij, Andrej Gavrilov, Ruth Laredo, Marc-André Hamelin, Jevgenij Kissin, Claudio Arrau och Vladimir Asjkenazi. Han har påverkat tonsättare som Olivier Messiaen, Sergej Prokofjev och Igor Stravinskij trots att det sägs att Skrjabin inte tyckte om vare sig Prokofjevs eller Stravinskijs musik.

## Biografi

### Barndom och utbildning (1871–1893)

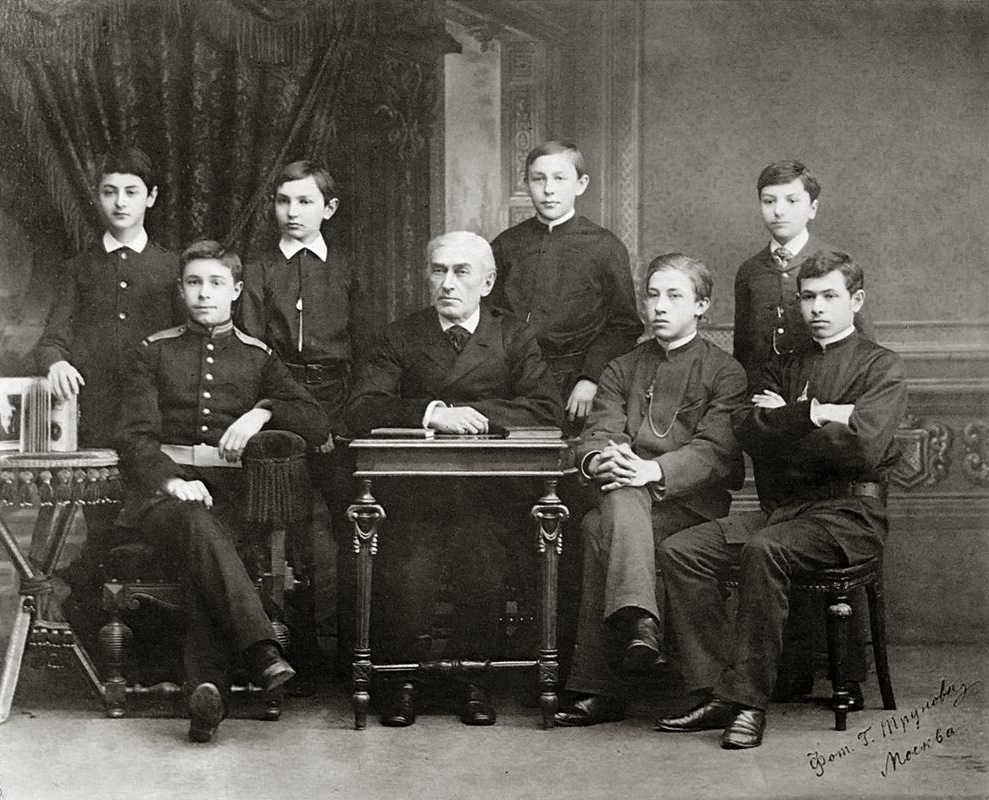
Nikolaj Zverev med sina elever. Från vänster: Samuelson, Skrjabin, Maximov, Rachmaninov, Tjernjajev, Keneman, och Pressman.

Skrjabin föddes i en adlig familj i Moskva juldagen 1871 enligt gamla stilen, vilket innebär den 6 januari 1872 enligt nya stilen. Familjen Skrjabin hade starka rötter i armén. Hans far och flera släktingar var officerare.
Då han var ett år gammal dog hans mor, som var konsertpianist, av tuberkulos. Efter hennes död fullbordade hans far en utbildning i turkiska med syftet att bli diplomat och han lämnade också Ryssland och reste till Osmanska riket. Den unge Skrjabin lämnades hos sin farmor, farmoderns syster och en faster. Hans far skulle senare komma att gifta om sig och Skrjabin fick därmed flera halvsyskon. Hans fars ogifta syster Ljubov var amatörpianist och hon dokumenterade Sasjas (som han kallades) liv fram till det att han mötte sin blivande hustru. Som barn, berättar hon, fick Skrjabin förstås höra mycket pianomusik och i anekdoter berättas det hur han tvingade sin faster att spela för honom. Synbarligen lillgammal började Sasja bygga pianon efter att ha blivit fascinerad av pianots mekanik. De pianon han byggde gav han ofta bort till förvånade besökare i hemmet.
Ljubov beskriver Skrjabin som mycket blyg och osocial tillsammans med kamrater, men han uppskattade de vuxnas uppmärksamhet. En annan anekdot som berättas av Ljubov beskriver hur Skrjabin försöker dirigera en orkester bestående av barn i grannskapet – ett försök som slutade i frustration och tårar. Han brukade framföra egna teaterstycken och operor med dockor för hugade åskådare. Han fick tidigt pianolektioner för Nikolaj Zverev, en strikt läromästare, som också undervisade Sergej Rachmaninov och andra underbarn vid samma tid. Han gick i familjens militära fotspår och gick med i Moskvas kadettkår. Under studietiden blev Skrjabin vän med skådespelaren Leonid Limontov, men denne beskriver i sina memoarer sin olust inför vänskapen med Skrjabin då Skrjabin var den minsta och svagaste bland pojkarna och retades ofta för detta. Skrjabin vann emellertid sina kamraters gillande då han framträdde vid en konsert och spelade piano.
Senare studerade Skrjabin vid Moskvakonservatoriet för Anton Arenskij (komposition), Sergej Tanejev (kontrapunkt) och Vasilij Safonov (piano). Han blev en skicklig pianist trots sina små händer som knappt klarade av att nå en nona. Han kände sig utmanad av pianisten Josef Lhévinne och skadade en hand allvarligt då han övade på Franz Liszts Don Giovanni-fantasi och Milij Balakirevs orientaliska fantasi Islamej. Hans läkare menade att han aldrig skulle bli återställd och Skrjabin skrev sitt första storskaliga mästerverk, f-mollsonaten, som ett "vredesutbrott mot Gud och ödet". 1892 tog han examen och erhöll den "mindre guldmedaljen" i pianospel, men han gick aldrig upp i examen i komposition på grund av de stora olikheter i personlighet och musiksmak som rådde mellan honom och Arenskij (vars underskrift är den enda som saknas på Skrjabins examensbevis) och han ovilja att skriva i musikaliska former som inte intresserade honom. Ironiskt nog var det en uppgift som han utförde, en fuga i e-moll, som kom att bli ett obligatoriskt stycke för studenterna vid konservatoriet i flera decennier.

### Karriär och senare liv (1894–1915)

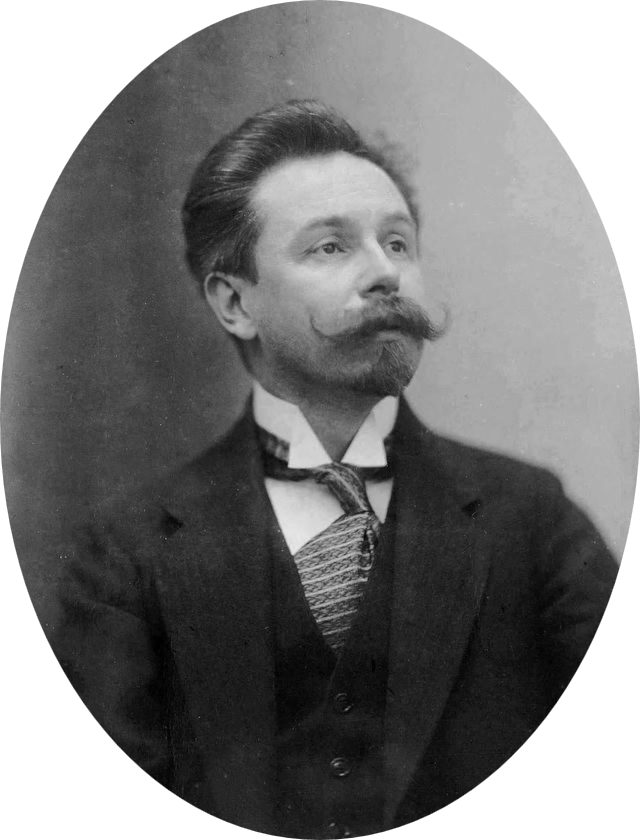
Skrjabin omkring 1900.

Skrjabin debuterade som pianist 1894 i Sankt Petersburg. Han spelade sina egna verk och fick mycket goda recensioner. Samma år kom han överens med Mitrofan Belajev att mot arvode få skriva musik för dennes musikförlag. På samma förlag fanns redan berömdheter som Nikolaj Rimskij-Korsakov och Aleksandr Glazunov. Detta följdes av ett omfattande turnerande i Ryssland och utomlands som kulminerade i en enastående succé 1898, då han framträdde tillsammans med sin nyblivna hustru Vera Ivanova Isakovitj. Samma år blev han professor i pianospel vid Moskvakonservatoriet. Under denna period skrev han sina 12 etyder, op. 8, flera uppsättningar av preludier, sina första tre pianosonater och sin enda pianokonsert och många andra verk, huvudsakligen för piano.
Skrjabin hade flera barn. Så småningom lämnade han sin lärartjänst och också sin hustru och uppvaktade Tatjana Fjodorovna Schloezer (Tatiana de Schloezer), en yngre elev. Brytningen med Vera kom då tonsättaren flyttat till Schweiz. Med Schloezer fick han flera barn, bland annat sonen Julian som komponerade flera utsökta stycken innan han drunknade i en båtolycka 1919.
Med ekonomiskt stöd av en välbärgad mecenat tillbringade han många år med att resa mellan Schweiz, Italien, Frankrike, Belgien och USA medan han arbetade på mer orkestermusik, därav flera symfonier. Han började också skriva "poèmes" (dikter) för piano, en kompositionsform med vilken han ofta förknippas.
Han slog sig ner i Paris med sin familj 1907 och medverkade i flera konserter organiserade av impressarion Sergej Djagilev som vid den tiden aktivt arbetade för att föra fram rysk musik i Västeuropa.
1909 återvände han till Ryssland för gott och fortsatte att komponera. Han arbetade med allt fler storartade projekt, dels en serie ensatsiga pianosonater och mindre pianoverk, dels tondikten Prometheus: Eldens dikt som fullbordades och uruppfördes i St.Petersburg 1910. Samtidigt fortsatte han att turnera som konsertpianist. Han hyllades efter sin återkomst till Ryssland som en stor föregångare av unga författare och poeter som Konstantin Balmont och Anna Achmatova.
I alla hans verk efter 1908 är tonaliteten delvis svävande eller helt satt ur spel, melodier och rytmiska element upprepas, driver över tonskalan och förtätas men leder inte till någon tydlig tematisk utveckling genom hela verket. Klangen blir viktigare än tonarten, och det finns en uppenbart erotisk atmosfär i många verk (t.ex. Vers la Flamme ("Emot lågan"), op.72 för piano, ett kort preludium som tycks gestalta en stigande sensuell extas eller orgasm – eller i de sista tre pianosonaterna 1912-13. I samtiden och långt efter hans död väckte detta element häftiga kontroverser, och både Stravinskij och 1920-talets nysakliga tonsättare var ivriga att distansera sig från honom. Stravinskij kommenterade dock på senare år att även om Skrjabin var en övervärderad tonsättare och en besvärlig person, så "har jag ibland undrat vad han skulle ha komponerat på 1920-talet".. Skrjabins skisser till Mysterium 1914–1915 (se nedan) innehåller försök med tolvtonsharmonik, omkring tio år innan Schönberg prövade denna lösning, och därmed kan han ses som en föregångare till 1950-talets seriella musik, som också influerade den sene Stravinskij.
Prometheus kan ses som en förstudie till Mysterium, det stora orkester- och körverk som Skrjabin såg som krönet på sin verksamhet. Han hade umgåtts med planerna sedan omkring 1905, och de innefattade multimedia-element (färgat ljus mot vita dukar styrt från ett "färgklaver"). Detta stora verk skulle framföras i ett tempel i Himalaya och förorsaka en kosmisk omvälvning. Denna "grandiosa religiösa syntes av alla konstarter som skulle förebåda den nya världens födelse". Skrjabin efterlämnade bara skisser till detta verk "Mystères" (mysterier). Skisserna har senare sammanställts till ett spelbart verk av Alexander Nemtin. "Mystères" var "en värld Skrjabins geni skapade för att bekräfta sin egen utveckling.
Skrjabin var liten och ansedd som klen, samt hypokondrisk hela sitt liv. Vid 43 års ålder avled han i Moskva. Dödsorsaken var blodförgiftning orsakad av ett skärsår vid rakningen eller en böld på läppen.

## Musik

### Verk

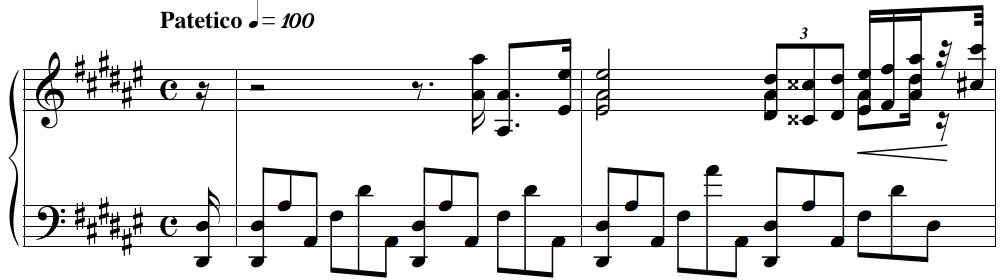
Inledningen till Skrjabins Etyd op. 8 nr. 12.

Se Verklista för Aleksandr Skrjabin.

### Musikalisk stil och influenser
Många av Skrjabins verk skrevs för piano. De tidigaste verken påminner om Chopin och består av verk i samma form som Chopin ofta använde; etyder, preludier, nocturner och mazurkor.
Hans musik utvecklades under hans livstid, och utvecklingen var synnerligen snabb och nådde långt jämfört med andra kompositörer. Frånsett hans tidigaste verk är musiken påfallande originell. I sin mittperiod och mot slutet utnyttjar han ovanliga harmonier och strukturer. Utvecklingen av hans ansats och stil och kan följas i hans tio pianosonater: de tidigaste är tämligen konventionellt senromantiska och påvisar påverkan av Chopin och Franz Liszt, medan de senare rör sig mot ett nytt originellt landskap och de sista fem är noterade utan tonartsbeteckning. Flera avsnitt i dessa kan anses atonala, emedan mellan 1903 och 1908, "tonal sammanhållning omärkligt ersattes av harmonisk sammanhållning.
Aaron Copland lovordade Skrjabins tematiska material som "äkta personligt och äkta besjälat", men kritiserade honom för att placera "denna nya klanglåda av känslor i den gamla sonatformens tvångströja med återtagning och allt" och kallade det "ett av de mest exceptionella misstagen inom all musik".
Enligt Samson har sonatformen i Sonat nr.5 viss betydelse för verkets tonala uppbyggnad, medan den formmässiga spänningen i sonaterna nr. 6 och 7 skapas av frånvaron av harmonisk kontrast och "mellan musikens kumulativa rörelse, som vanligtvis åstadkoms på strukturell väg snarare än harmonisk, och det formmässiga tvång den tredelade formen innebär". Han menar också att i "Le poème de l'extase" (op. 54) och "Vers la flamme" finns ett mer lyckosamt samspel mellan 'form' och 'innehåll' och att senare sonater såsom nr. 9 utnyttjar en mer flexibel sonatform.

### Filosofiska influenser
Skrjabin var intresserad av Friedrich Nietzsches övermänniska-teori och blev senare också intresserad av teosofi. Båda dessa strömningar kom att påverka hans musik och hans tankar om musik. Då han bodde i Bryssel mellan 1909 och 1910 kom han i kontakt med Jean Devilles teosofiska rörelse och fortsatte med att läsa Helena Blavatsky.
Teosofen och tonsättaren Dane Rudhyar skrev att Skrjabin var "den nya musikens enda stora föregångare i den pånyttfödda västerländska civilisationen och den framtida musikens fader" och ett "motgift mot de reaktionära katolikerna och deras apostel Igor Stravinskij och musiken från Arnold Schönbergs 'regelpåtvingande' Andra Wienskolan".
Skrjabin utvecklade sin egen mycket personliga och abstrakta mysticism som baserades på konstnärens roll i relation till förnimmelse och affirmation. Hans syn på verkligheten påminner om Platons och Aristoteles teorier, men eterisk och motsägelsefull. Källorna till hans filosofiska tankar återfinns i hans otaliga opublicerade anteckningsböcker. I en av dem gjorde han den välbekanta noteringen "Jag är Gud". Förutom anteckningar finns där avancerade tekniska diagram som förklarar hans tankar om metafysik. Skrjabin använde också poesi som ett medel att uttrycka sina filosofiska idéer; därtill finns många av hans filosofiska tankar översatta till musik där det mest påtagliga exemplet är hans "messianska" sjunde sonat, "Vita mässa".

### Färgpåverkan

Tonarterna ordnade i en kvintcirkel för att visa relationen till ett färgspektrum.

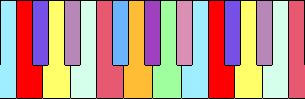
De synestetiska färgerna så som de beskrivs av Skrjabin.

Trots att dessa verk ofta anses påverkade av Skrjabins synestesi, ett tillstånd där man upplever att ett sinnesintryck av ett sinne ger upphov till förnimmelser av ett annat, har det ifrågasatts att Skrjabin verkligen upplevde detta. Hans färgsystem, i motsats till de flesta synestesiska upplevelser, ställs upp i en cirkel med fem segment. Det var ett genomtänkt system som baseras på Isaac Newtons Opticks. Det är värt att notera att Skrjabin inte gjorde skillnad mellan dur- och molltonaliteter med samma namn (till exempel C-dur och c-moll). Men också påverkad av teosofins doktriner utvecklar han sitt synestesiska system till vad som skulle ha kunnat bli ett pionjärprojekt inom multimedia/performance: hans ofullbordade magnum opus "Mystères" som skulle blivit en stor veckolång föreställning med musik, dofter, dans och ljussättning av utlöparna från Himalaya och som skulle ha orsakat upplösning av en värld i salighet.
I sin självbiografi återger Sergej Rachmaninov ett samtal han hade med Skrjabin och Nikolaj Rimskij-Korsakov om Skrjabins associationer mellan färger och musik. Rachmaninov var förvånad över att Rimskij-Korsakov förstod Skrjabins jämförelse mellan färger och tonarter. Eftersom han själv var skeptisk noterade Rachmaninov att de båda tonsättarna uppenbarligen inte var överens om vilka färger som var inblandade. Båda menade att tonarten D-dur var gyllenbrun, men Skrjabin kopplade Ess-dur till purpurröd medan Rimskij-Korsakov föredrog blått. Rimskij-Korsakov protesterade emellertid mot att en passage i Rachmaninovs opera Den girige riddaren understödde deras teori. Scenen där den gamle baronen öppnar skattkistor för att finna guld och juveler som glittrar i fackelskenet var skrivet i D-dur. Skrjabin sade till Rachmaninov att "din intuition har omedvetet följt de lagar vars existens du försökt förneka".
Emedan Skrjabin skrev endast ett fåtal orkesterverk är de bland hans mest kända och några framförs ofta. Det är tre symfonier, en pianokonsert (1896), symfoni nr. 4, "Le poème de l'extase" (1908) och Prometheus "Le poème de feu" (1910) som inbegriper ett parti för "Clavier à lumières" eller "tastiéra per luce", som det står i partituret. Detta instrument var ett slags färgorgel byggd särskilt för uppförandet av denna symfoni. Det spelades som ett piano men producerade färger som projicerades på en duk i konsertsalen. De flesta framföranden av detta verk, inklusive uruppförandet, har inte inkluderat ljusspelet, men vid ett framförande i New York 1915 projicerades färger på en skärm. Det har felaktigt hävdats att man vid denna konsert använde en färgorgel uppfunnen av den brittiske målaren A. Wallace Rimington, då det i själva verket var en nykonstruktion särskilt framställd för detta ändamål av Preston S. Miller, chef för Illuminating Engineering Society i New York.
Vid ett framförande av Prometheus i februari 2010 genomförde Anna M. Gawboy och Justin Townsend ett projekt där man med modern teknik försökte återskapa Skrjabins intentioner. Verket framfördes vid Yale University med Yale Symphony Orchestra under ledning av dirigenten Toshiyuki Shimada.
Skrjabins originalorgel, med dess skivtallrik med färgade lampor finns bevarad i hans hem i Moskva. Hemmet är nu ett museum över Skrjabins liv och verk.

## Interpreter och eftermäle
Pianister som har spelat Skrjabins musik med stor framgång är Vladimir Sofronitskij, Vladimir Horowitz, John Ogdon och Svjatoslav Richter.
Horowitz spelade för Skrjabin i dennes hem som elvaåring och Skrjabin var entusiastisk, men menade att han behövde öva mera. Som äldre anmärkte Horowitz att Skrjabin uppenbarligen var galen eftersom han hade tics och inte kunde sitta stilla. Trots Horowitz bedömning höll Skrjabin noga reda på vad som tilldrog sig inom det musikaliska livet i Ryssland under sin livstid. Hans begravning bevistades av så många att man fick dela ut biljetter. Prokofjev beundrade honom mycket och dennes Visions Fugitives har stora likheter med Skrjabins stil. Stravinskij var däremot starkt negativ - han avskydde det han såg som riktningslöst, inåtvänt och tomt briljerande i kollegans musik, men hans egna genombrottsverk Eldfågeln och Petrusjka visar ett inte obetydligt inflytande från Skrjabins Le Poème de l'Extase och Prometheus.
En annan stor beundrare var den brittisk-persiske tonsättaren Sorabji som samlade ihärdigt på Skrjabins mest obskyra verk då han som ung bodde i Essex. Sorabji ivrade för Skrjabin även under de år då dennes popularitet var som minst. Skrjabins barnbarns barnbarn Elisha Abas är konsertpianist och delar sin tid mellan USA och Israel.
Den svenske tonsättaren och musikforskaren Bengt Hambraeus var mycket intresserad av Skrjabin, särskilt hans harmonik och rytmik och de kosmiska aspekterna av hans estetik, och hänvisade ofta till honom.
Skrjabins hem i Moskva är numera museum och i huset upprättades på 1960-talet Sovjetunionens första elektronmusikstudio.
En asteroid, 6549 Skryabin, är uppkallad efter tonsättaren.

## Media
I januari 1910 spelade Skrjabin in nio av sina egna kompositioner för Welte-Mignon på pianorullar. Resultatet har överförts till:
- Problem att lyssna på filerna? Mediahjälp (engelska).